# Chiesa di San Trovaso
La chiesa di San Trovaso (contrazione veneziana per indicare i santi Gervasio e Protasio) è un edificio religioso della città di Venezia situato nel sestiere di Dorsoduro, nel campo omonimo.

## Storia

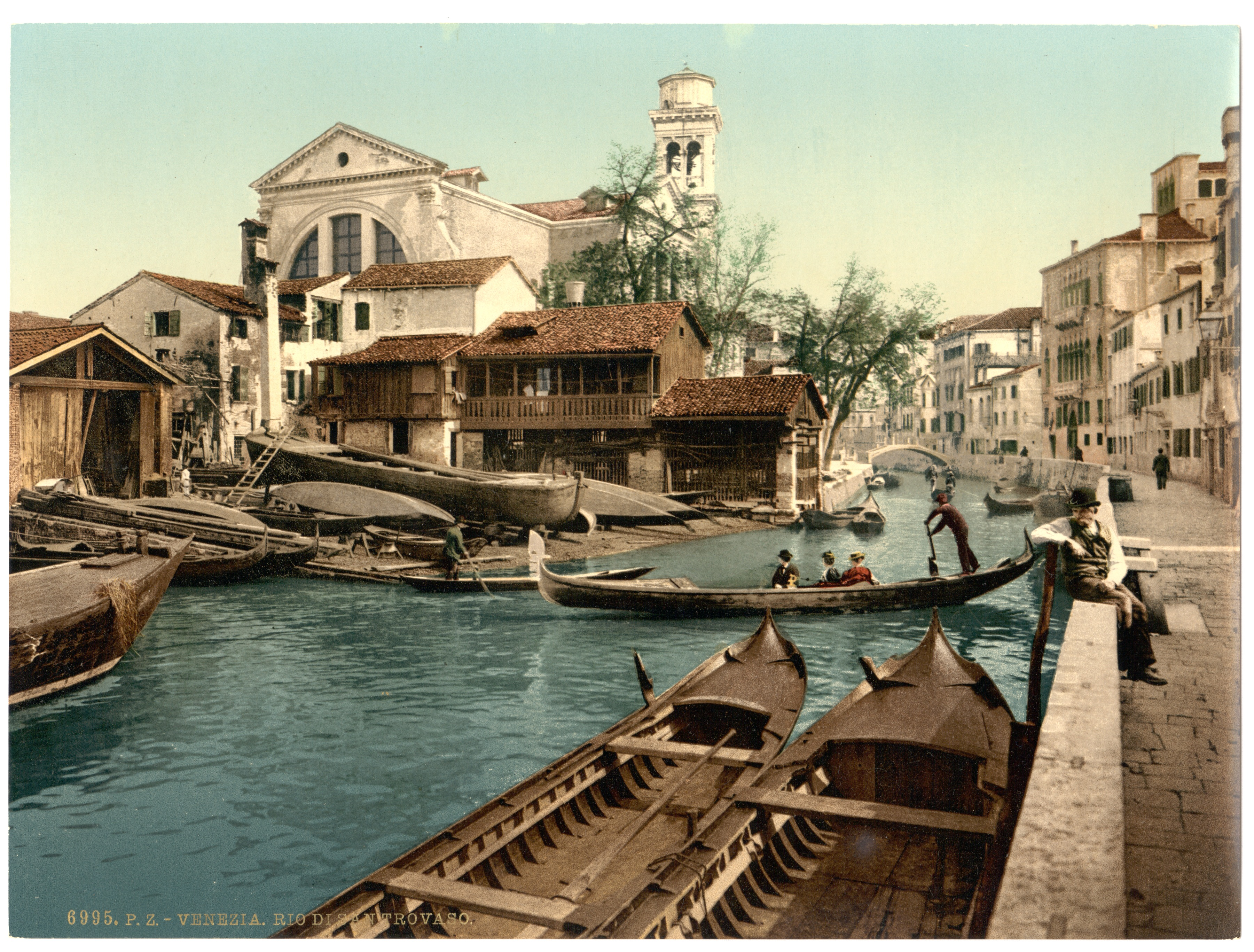
Chiesa e Rio San Trovaso tra il 1890 e il 1900

Come ci narra Giuseppe Tassini, la chiesa fu costruita nei primi tempi dopo la fondazione di Venezia, e divenne subito parrocchiale. Fu ricostruita nel 1028 dalle famiglie Barbarigo e Caravella. Dalla sua fondazione era sottoposta alle autorità dei patriarchi di Grado e dei vescovi di Olivolo. A causa di varie polemiche nel 1041 si giunse al compromesso: ambedue i prelati avrebbero eletto e comandato il vicario di San Trovaso. È questa un'importante testimonianza dei cattivi rapporti che nel Medioevo esistevano fra il clero gradense e il clero veneziano.
Nel 1105 la chiesa fu rinnovata. Crollò nel 1583 e dal 1584 fu ricostruita in sette anni. Fu consacrata nel 1657. Fu rinnovata nell'Ottocento quando poté avere maggiori entrate di elemosine grazie all'accrescimento del circondario della parrocchia, a causa delle soppressioni delle vicine chiese.
Vi è stato parroco, dal 1987 al 2002, don Beniamino Pizziol, poi vescovo ausiliare di Venezia e, successivamente, di Vicenza.

## Facciate
Una caratteristica singolare dell'edificio è la doppia facciata, una rivolta verso il Campo San Trovaso e l'altra verso il rio omonimo. Secondo la tradizione, il doppio ingresso serviva per tenere separate le fazioni rivali di Castellani e Nicolotti, quando entrambe si recavano in chiesa in occasione della ricorrenza dei santi, onde evitare lo scatenarsi di risse.

## Interno
La chiesa ha navata unica e volta a botte, con pianta a croce latina, varie cappelle laterali e un ampio presbiterio.
Tra le opere presenti nella chiesa troviamo un'Ultima Cena del Tintoretto risalente al 1555-1556.

## Galleria d'immagini

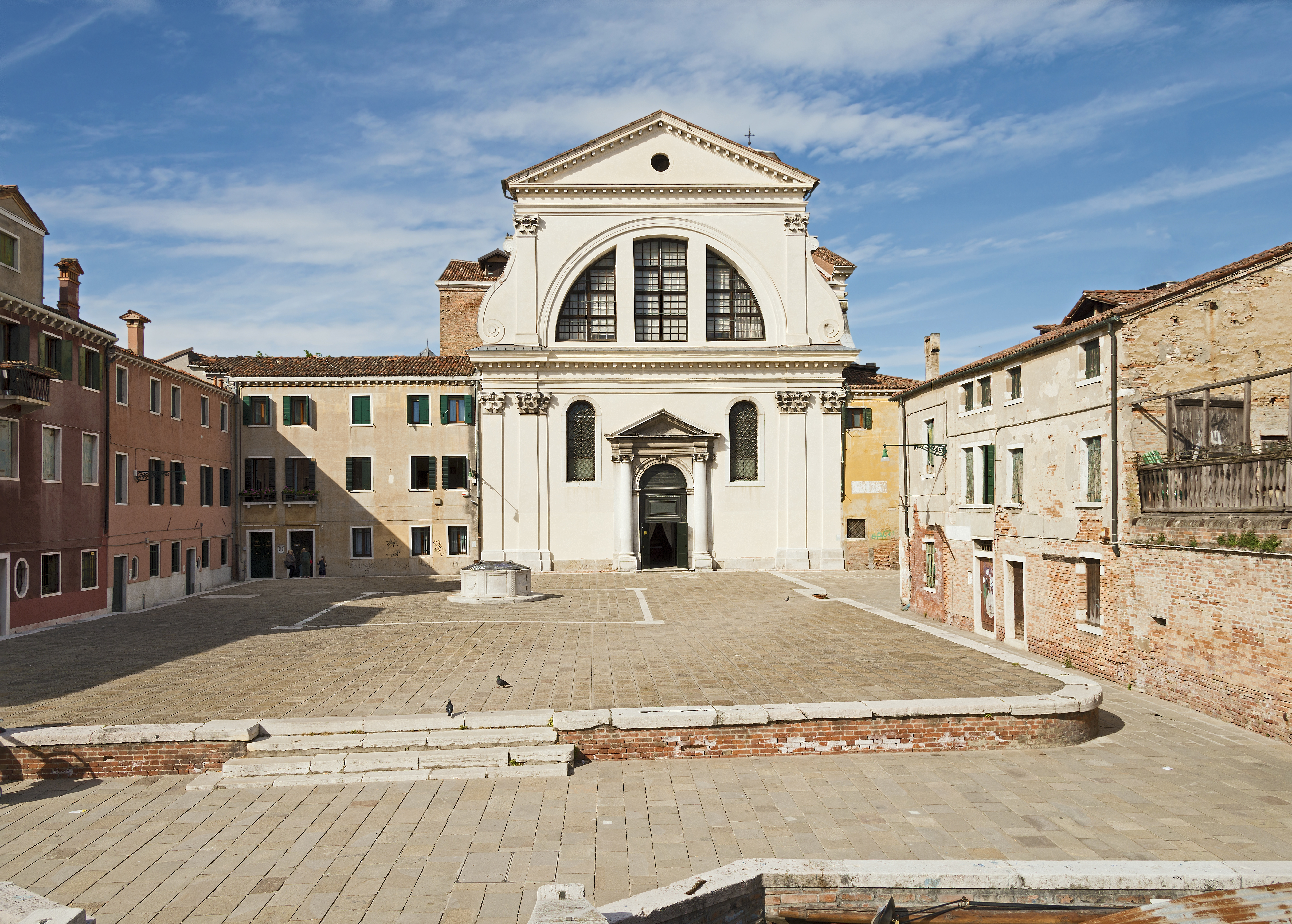
Facciata principale, sul campo omonimo
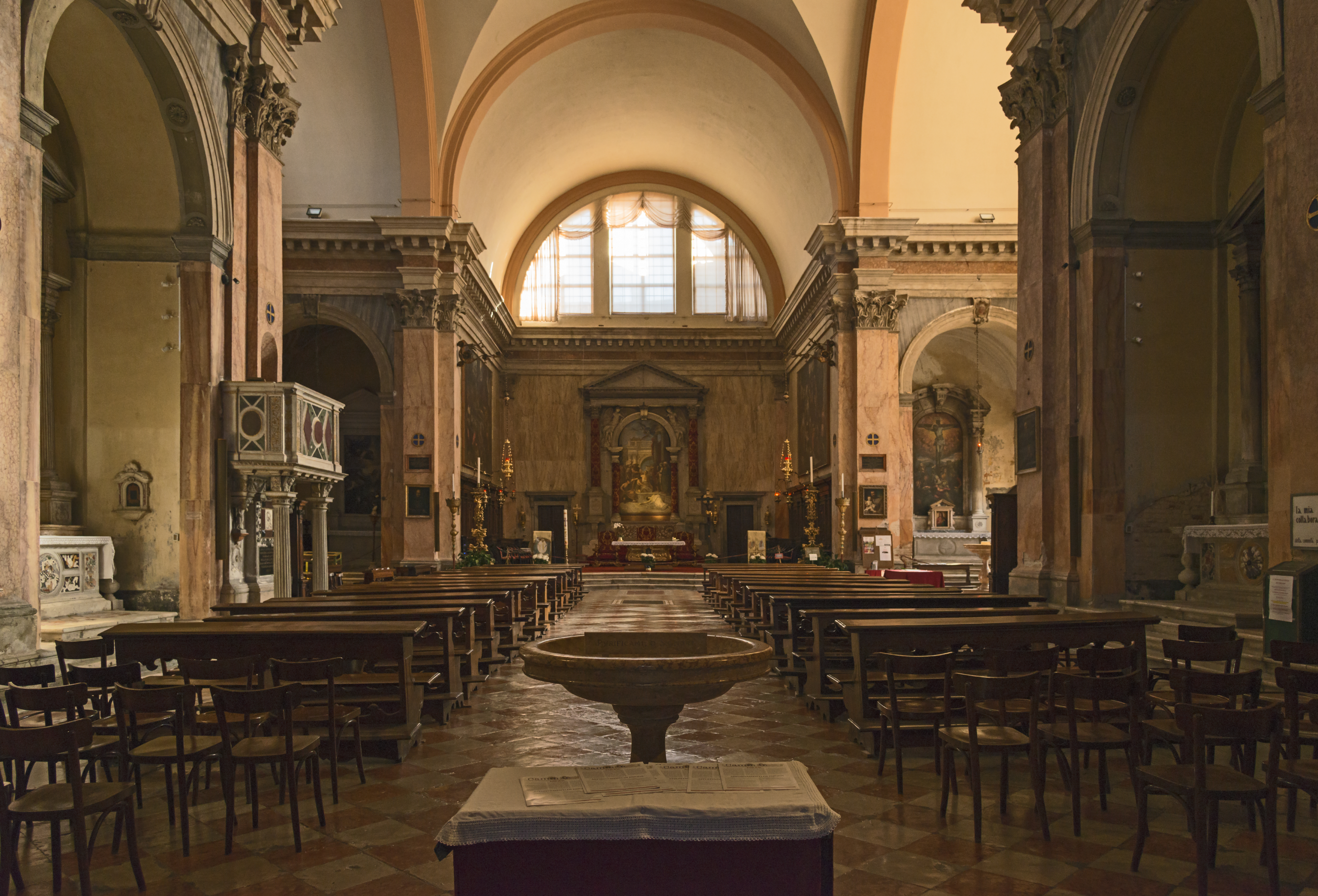
Interno
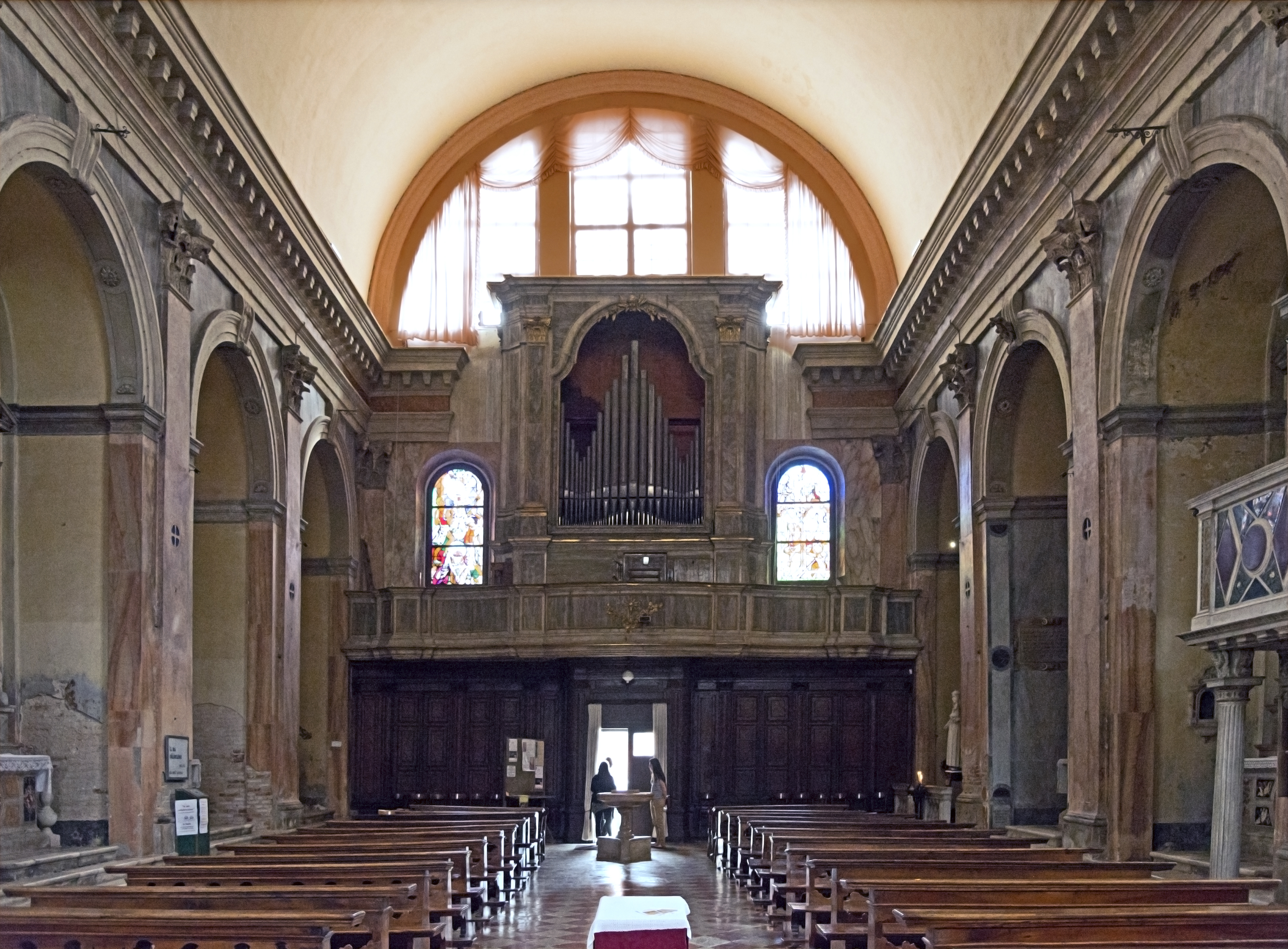
Vista dell'interno della chiesa e l'organo